# مقاطعة بالم بيتش (فلوريدا)
مقاطعة بالم بيتش (بالإنجليزية: Palm Beach County)‏ هي ثاني أكبر مقاطعة في ولاية فلوريدا الأمريكية .

## أعلام
- جو رولاند
- جيمي جونستون
- برايان سبنسر
- جون غرين
- بيلي أونغر